# Surgical Steel
Surgical Steel es el sexto álbum de la banda inglesa de metal extremo Carcass. Fue editado en septiembre de 2013 a través del sello discográfico Nuclear Blast.

Es el primer disco luego de un largo período sin actividad, en él se encuentran las primeras canciones que la banda ha grabado desde su reunión en 2007 y es el primer álbum de la banda en el que participa el baterista Dan Wilding.

## Contexto
La banda se separó en 1996, antes de la edición del álbum Swansong. Walker, Steer, y Amott se reunieron en 2007 junto con el baterista de Arch Enemy Daniel Erlandsson, dieron conciertos en vivo alrededor del mundo los años siguientes.

## Canciones
Todas las letras escritas por Jeff Walker, toda la música compuesta por Bill Steer, Walker, and Dan Wilding. 
| N.º | Título                                    | Duración |  |
| 1.  | «1985» (instrumental)                     | 1:15     |  |
| 2.  | «Thrasher's Abattoir»                     | 1:50     |  |
| 3.  | «Cadaver Pouch Conveyor System»           | 4:02     |  |
| 4.  | «A Congealed Clot of Blood»               | 4:13     |  |
| 5.  | «The Master Butcher's Apron»              | 4:00     |  |
| 6.  | «Noncompliance to ASTM F 899-12 Standard» | 6:06     |  |
| 7.  | «The Granulating Dark Satanic Mills»      | 4:10     |  |
| 8.  | «Unfit for Human Consumption»             | 4:24     |  |
| 9.  | «316L Grade Surgical Steel»               | 5:10     |  |
| 10. | «Captive Bolt Pistol»                     | 3:16     |  |
| 11. | «Mount of Execution»                      | 8:25     |  |

## Personnel
- Jeffrey Walker – voz, bajo
- Bill Steer – guitarra eléctrica
- Daniel Wilding – batería